# David Kögler
David Kögler (* 15. August 1993 in Oberstdorf) ist ein österreichischer Skibergsteiger und Bergsportler aus Hirschegg  im Kleinwalsertal.

## Werdegang
David Kögler trat im Alter von 8 Jahren der örtlichen Jugendgruppe des österreichischen Alpenvereins bei und kam dort neben dem Sportklettern mit den verschiedenen Facetten des Alpinismus in Berührung. In seiner Jugend nahm er an verschiedenen Wettkämpfen im Klettern, Laufen, Ski Alpin und Mountainbike teil. Im Jahr 2012 trat der gelernte GWH-Installateur den Grundwehrdienst beim österreichischen Bundesheer in der Bludescher Walgau-Kaserne an und wurde dort vom Unteroffizier und Langlauftrainer Hans Innerhofer entdeckt und gefördert. Kögler bestritt unter seinem neuen Trainer Innerhofer in der darauffolgenden Saison erste, erfolgreiche Wettkämpfe im Skibergsteigen und schaffte auf Anhieb den Sprung in den Vorarlberger Landeskader.
Im Jahr 2014 trat David Kögler den Dienst bei der österreichischen Bundespolizei an und wird seit 2016 über den Leistungssportkader der Polizei gefördert. Seit 2020 ist David Kögler Mitglied im österreichischen Nationalteam Skibergsteigen des ÖSV. Sein Weltcup-Debüt feierte Kögler im Februar 2020 in Berchtesgaden. 
Neben dem Leistungssport ist David Kögler aktiver Alpinpolizist, Bergretter und Alpinist.

## Erfolge
- 2013
  - Vizelandesmeister Individual
  - 2er Rang VSTC Gesamtwertung
- 2016
  - Landesmeister Sprint
  - 2er Rang VSTC Gesamtwertung
  - 3er Rang Walser Ultra Trail
- 2019
  - 1er Rang Niederelauf
  - 1er Rang VSTC Gesamtwertung
  - 6er Rang Limone Skyrace K10
- 2020
  - 3er Rang Staufenlauf
  - 2er Rang Davos Race Gesamtwertung